# Bytovia Bytów
El Bytovia Bytów es un club de fútbol de la ciudad de Bytów, en Polonia, fundado en 1946. Disputa sus partidos como local en el Estadio MOSiR de Bytów y actualmente milita en la IV Liga, la quinta categoría del fútbol polaco. Los colores tradicionales del Bytovia Bytów son el rojo y el negro.